# توت (نبات)
التُّوت أو الفِرْصَاد أو التُّوث (الاسم العلمي: Morus) هو جنس نباتي يتبع الفصيلة التوتية من رتبة الورديات.
وتعتبر أوراقه الغذاء الوحيد والأساسي لديدان الحرير التوتية وبالتالي فإن زراعة التوت تعمل على النهوض بتربية ديدان الحرير، ولم يعد استخدام أوراق التوت قاصرًا علي ديدان الحرير حيث تم اكتشاف بعض الخصائص الطبية للتوت، حيث أن له خصائص علاجية من خفض ضغط الدم المرتفع وسكر الدم والكوليسترول.

## أصل التسمية
أقدم ذكر للتوت كان في اللغة السنسكريتية بلفظة (تودا)، أما في السومرية فتغير إلى (مشسما-كنا)، وفي الآشورية-البابلية (مش-كنا)، ولعلها تسمية لنوع من التوت منقرض الآن، بينما اشتملت الكنعانية الاسمين، (توت) و(مسكن)، وكذلك في الآرامية. وفي العبرية (مِشكان وتوت) ، والسريانية (توتو ومشونو) والعربية (فرصاد وتوت) والفارسية (توت).
قال الجواليقي في (المعرب) إن التوت كلمة دخيلة من الفارسية (نوث). وكذلك قال ابن دريد وغيره بأنه ليس في كلام العرب الأصلي كلمة توت، واسمه العربي (فرصاد). وقال المزهر في (شرح أدب الكاتب) أنه أعجمي، معرب. وجاء في (الألفاظ السريانية في المعاجم العربية، ص 51) أن التوت كلمة سريانية، وهي بالتاء المثلثة (توثو)، بينما في (غرائب اللغة العربية، ص 175) أن التوت كلمة آرامية (توتا). وفقًا لما تقدم تكون التوت كلمة عربية أصلية لوجودها في معظم لغات الشرق القديم بدءًا من السنسكريتية. والعرب ذكرو التوت في أشعارهم.

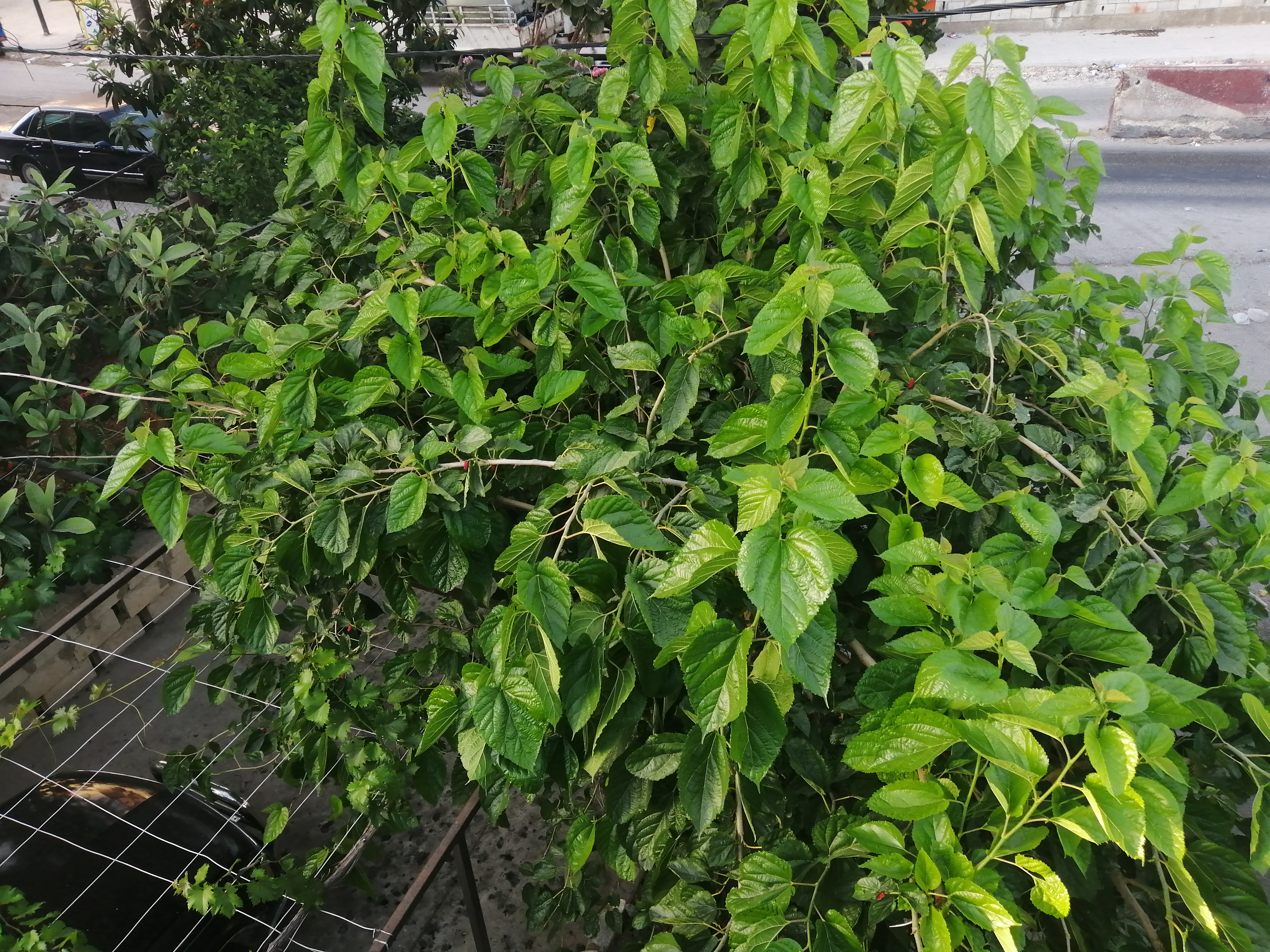
صورة علوية لشجرة التوت

## التربة المناسبة لزراعة أشجار التوت
تجود زراعة أشجار التوت في معظم أنواع التربة فيما عدا الأراضي الملحية والغدقة ( ذات مستوي الماء الأرضي المرتفع) والجيرية، ويمكن زراعة أشجار التوت في الأراضي الرملية وريه بمياه الصرف الصحي المعالج، وتمت هذه التجربة بنجاح بمحطة معالجة مياه الصرف الصحي التابعة لهيئة قناة السويس بجمهورية مصر العربية.

## أصناف التوت
يوجد العديد من أصناف التوت منها:
- الصنف الياباني Marus alba var. kukoso 27: هو من أفضل أصناف التوت لتربية دودة القز إلا أن العيب الرئيسي فيه هو أنه يخرج براعمه متأخرًا في نهاية شهر مارس وبداية شهر إبريل.
- الصنف الهندي Marus alba var. Canva 2
- الصنف الرومي Marus alba var. Morittiiana

## تكاثر التوت
يتم إكثار نبات التوت إما جنسيًا أي بزراعة البذور أو بالتكاثر الخضري حيث يتم استخدام جزء من النباتات الأم وتهيئة الظروف حتي يتم تكوين جذور وتكون النباتات الناتجة مشابهة تماما للنبات الأصل وذلك بعكس التكاثر الجنسي.ولا تستخدم البذور إلا في حالة البذرة الهجين التي تنتجها الصين أو إنتاج أصول للتطعيم عليها بالأصناف الموصي بها مثل الصنف الياباني.

### (أولًا) التكاثر الجنسي زراعة البذور

#### 1- الحصول علي البذور
تجمع الثمار الناضجة السليمة والخالية من الأمراض وتخمر بوضعها في وعاء ويضاف إليها الماء وتترك لمدة 24 ساعة، ثم تعصر وذلك للتخلص من العصير السكري وتجفف في مكان مظلل بعيد عن أشعة الشمس المباشرة والتي تعمل علي خفض نسبة الإنبات .
ثم تغربل البذور وذلك لفصل الألياف، وفي الغالب ينتج كل 100 كيلو جرام من الثمار من 3-5 كيلوجرام من البذور، تصل نسبة إنبات البذور إلي أكثر من 95% وتقل هذه النسبة بطول فترة التخزين.